# Zagadki Cosby’ego
Zagadki Cosby’ego (ang. The Cosby Mysteries, 1994–1995) – amerykański serial kryminalny z udziałem Billa Cosby’ego. Nadawany przez stację NBC od 31 stycznia 1994 r. do 12 kwietnia 1995 r. W Polsce był emitowany na kanałach AXN i AXN Crime.

## Fabuła
Bill Cosby występuje w roli Guya Hanksa, emerytowanego kryminologa, specjalisty medycyny sądowej, który zajmuje się rozpracowywaniem wyjątkowo trudnych spraw. Kiedy Hanks wygrywa dużą sumę pieniędzy w nowojorskiej loterii, decyduje się odejść na wcześniejszą emeryturę. Jednak nie potrafi przestać myśleć o pracy i z przyjemnością angażuje się do pomocy przy najbardziej skomplikowanych śledztwach, za co jest mu wdzięczny Adam Sully (James Naughton) – wiecznie zapracowany detektyw, wieloletni przyjaciel Hanksa. Galerię postaci uzupełniają Dante, młodzieniec, który marzy, aby zostać poważanym policjantem tak jak Hanks, ale stara się to osiągnąć jak najmniejszym nakładem pracy, Angie Corea (Rita Moreno), gosposia Hanksa z „bogatą” przeszłością, oraz Barbary Lorenz (Lynn Whitfield), piękna „przyjaciółka” Hanksa.

## Obsada
- Bill Cosby jako Guy Hanks (wszystkie odcinki)[1]
- James Naughton jako detektyw Adam Sully (wszystkie odcinki)
- Rudy Jones jako oficer-detektyw (18 odcinków)
- Rita Moreno jako Angie Corea (16)
- Lynn Whitfield jako Barbara Lorenz (15)
- Yasiin Bey jako Dante (16)
- Robert Stanton jako M.E. John Chapman (14)
- Mario Todisco jako Lou (5)
- John Henry Kurtz jako Mr. Poppy (3)
- Tony Cucci jako oficer policji (3)
- José Zúñiga jako Espinosa Spinoza (3)
- Tracie May-Wagner jako pani doktor (2)
- Chuck Cooper jako Ward Lawson (2)
- LaChanze jako dr Weeks (2)
- Gwen Verdon jako Yolanda (2)